# پل کره بس
پل کره بس مربوط به دوره پهلوی اول است و در شهرستان بروجن، بخش گندمان، دهستان دوراهان، جنوب روستای گردبیشه واقع شده و این اثر در تاریخ ۲۵ آبان ۱۳۸۷ با شمارهٔ ثبت ۲۳۸۱۶ به‌عنوان یکی از آثار ملی ایران به ثبت رسیده است.درسالهای اخیر پلی بتونی بر روی این پل احداث شده  است.